# میتیشچی
شهر میتیشچی (به روسی: Мытищи) در کشور روسیه و در اوبلاست مسکو واقع شده‌است.

## نگارخانه

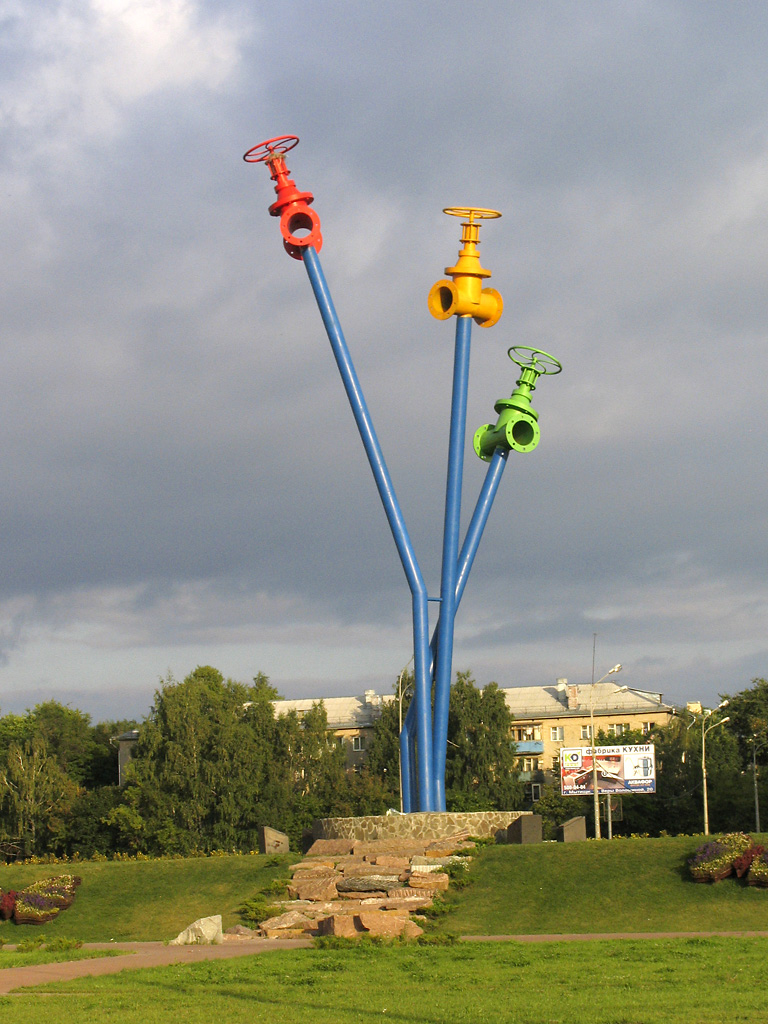